# مقاطعة بوتر (داكوتا الجنوبية)
بوتر (بالإنجليزية: Potter)‏ هي إحدى مقاطعات ولاية داكوتا الجنوبية في الولايات المتحدة الأمريكية.